# Nahlaja
Nahlaja (arab. نحليا) – wieś w Syrii, w muhafazie Idlib. W 2004 roku liczyła 3105 mieszkańców.